# Musée archéologique municipal de Carthagène
Le Musée archéologique municipal de Carthagène est un musée consacré à l'acquisition, à la conservation, à l'étude et à l'exposition des objets en relation avec l'archéologie de la commune de Carthagène dans la Région de Murcie (Espagne).

## Histoire
Fondé en 1943, le Musée Archéologique Municipal réunit les collections antiques dans un ancien bâtiment sur la place Jean XXIII, notamment épigraphiques, qui, depuis le XVIe siècle et le XVIIe siècle qui étaient en possession du conseil municipal.

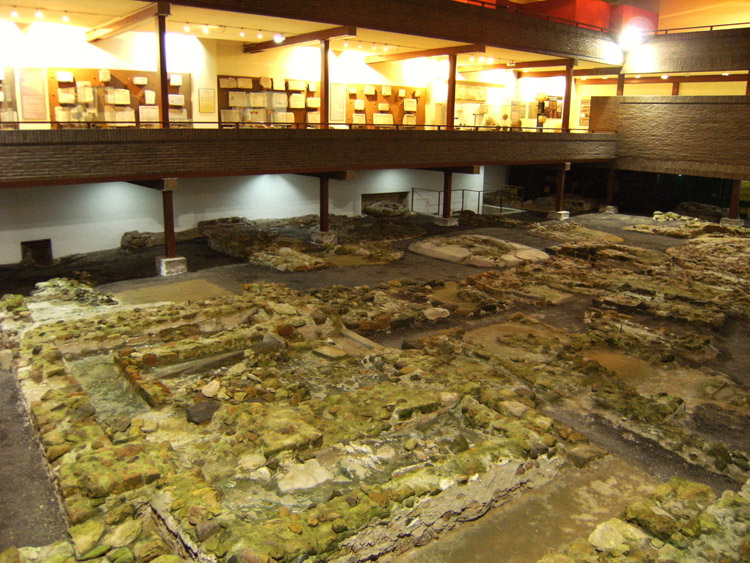
Vue de la nécropole paléochrétienne.

Avec la découverte en 1967 de la nécropole de San Antón, le directeur du musée Pedro San Martín demanda au conseil municipal de construire le nouveau siège du musée archéologique autour du site afin de permettre sa conservation in situ.
Pedro San Martín géra l'acquisition postérieure des terrains et le coût des travaux de conditionnement muséographique de ce qui sera le nouveau Musée Archéologique. L'inauguration eut lieu en 1982 après de multiples retards.

## Exposition
Dans l'exposition des artéfacts un critère didactique s'est suivi, en cataloguant les vestiges avec un sens chronologique au premier étage, monographique, pour les expositions au deuxième étage, et au centre reste la nécropole en exposition principale, car elle peut être observer depuis tous les points du parcours.
Les vestiges exposés commencent au Paléolithique moyen jusqu'à pratiquement nos jours. La fréquence des artéfacts retrouvée dans une ville comme Carthagène a permis de montrer le processus de romanisation, car il s'agit précisément des vestiges les plus nombreux et les mieux présentés de la période romaine qui ont été retrouvés. Parmi ceux-ci, on peut y voir une collection d'épigraphie latine avec céramique, des éléments architecturaux, des sculptures, des éléments de l'exploitation minière et du commerce. Tous reflétant, les différentes étapes historiques de l'époque antique qui parcouraient la ville.
Des excavations archéologiques sont régulièrement réalisées dans le centre-ville, lieu où se situait l'antique Carthago Nova, ce qui permet de nourrir non seulement en artéfact le musée, mais aussi d'apprendre de précieuses informations à propos de l'histoire de Carthagène. Pour réaliser ce travail, le musée dispose de quelques installations annexes dotées de salles de travail, d'une bibliothèque, d'ateliers et de laboratoires photographiques et de restauration.

## Galerie

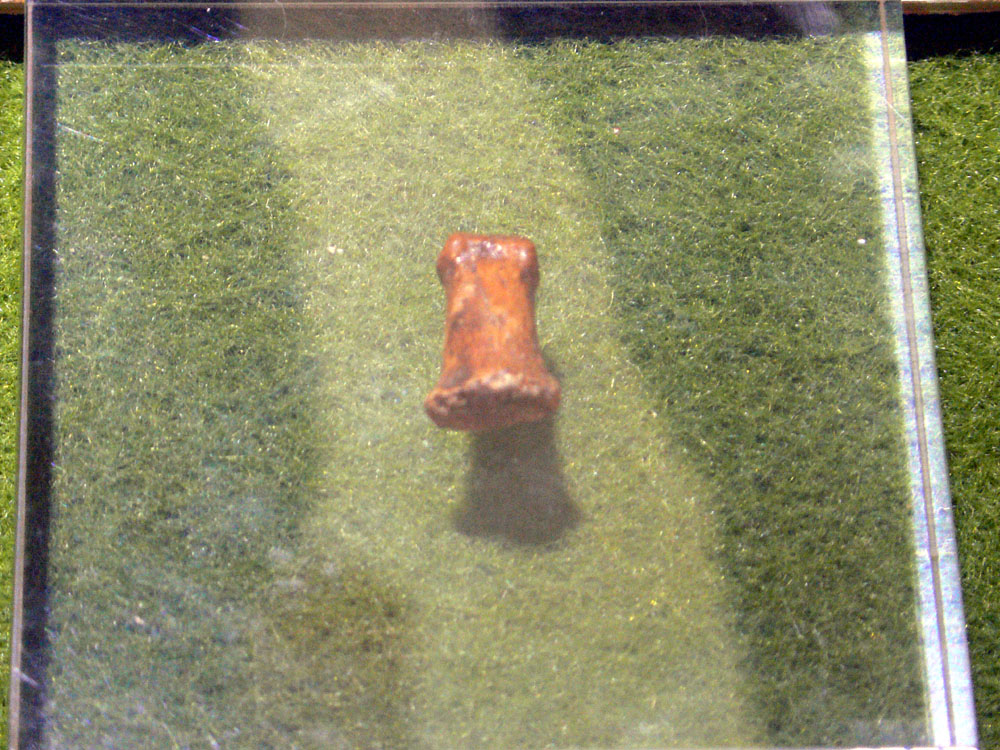
Possible os de phalange humaine d'environ 1,2 million d'années.
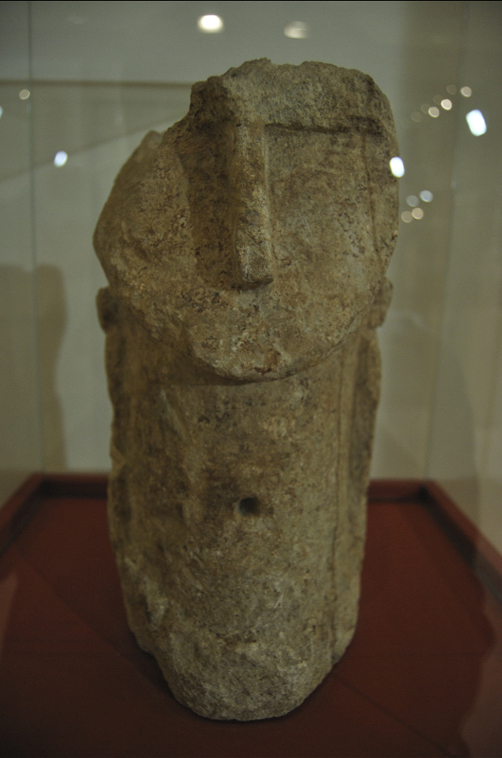
Exvoto punique en forme de chaudron (IIIe siècle av. J.-C.).
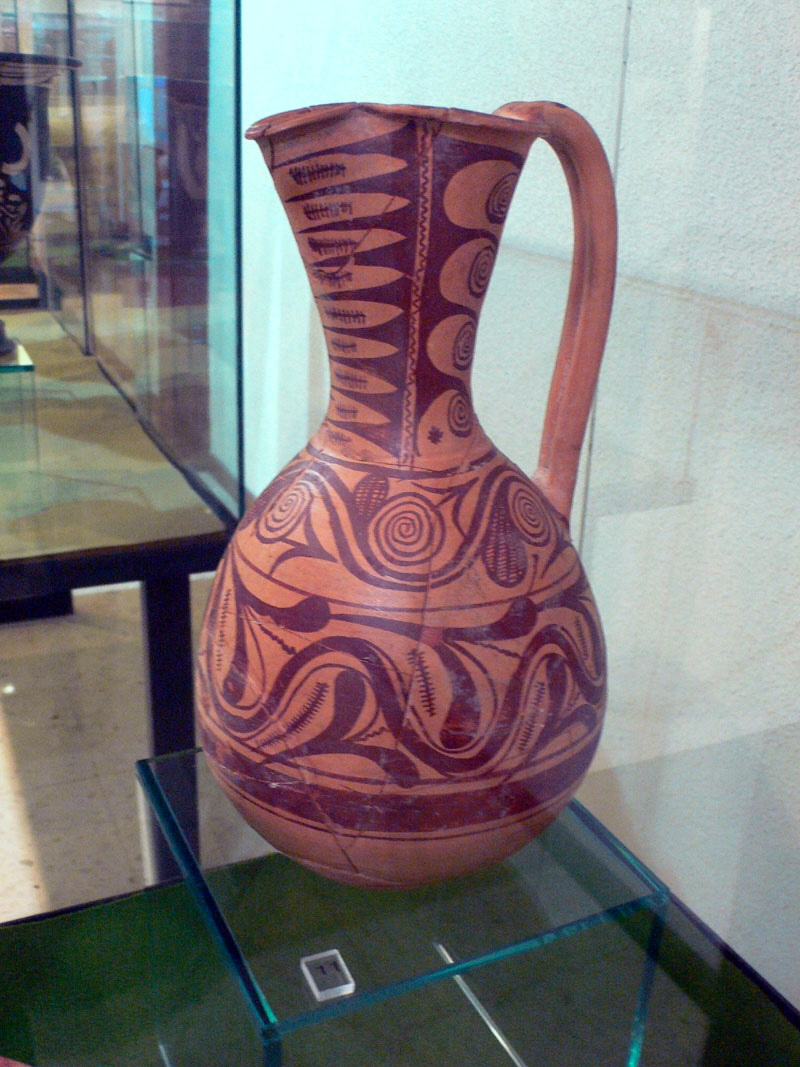
Œnochoé ibérique.
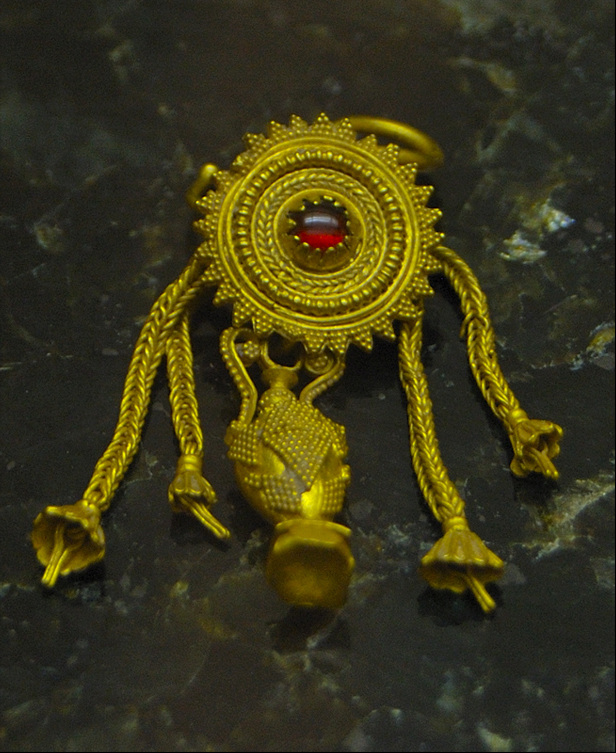
Boucle d'oreille hellénique découvert sous l'amphithéâtre romain (IIe siècle av. J.-C.).
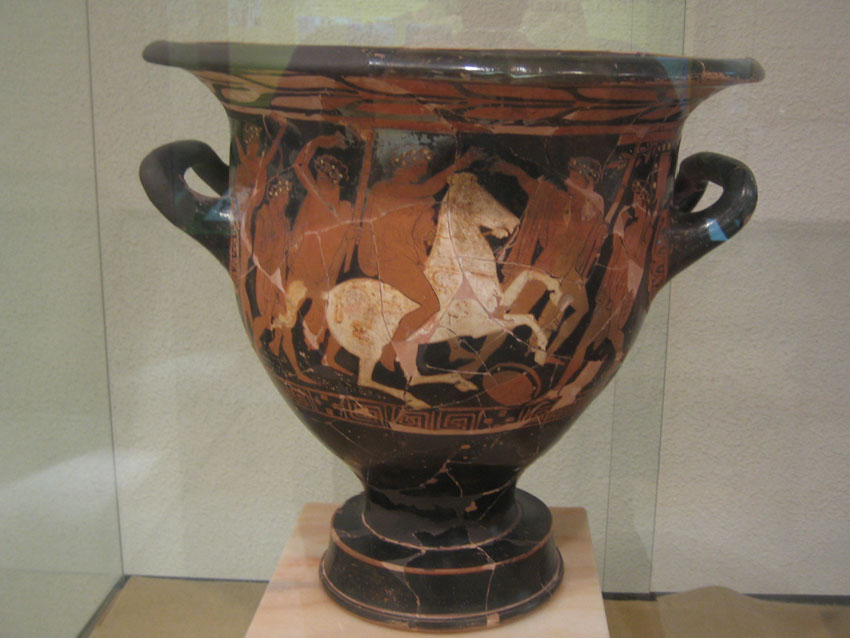
Cratère grec avec procession en l'honneur d'Apollon du village ibérique de Los Nietos.
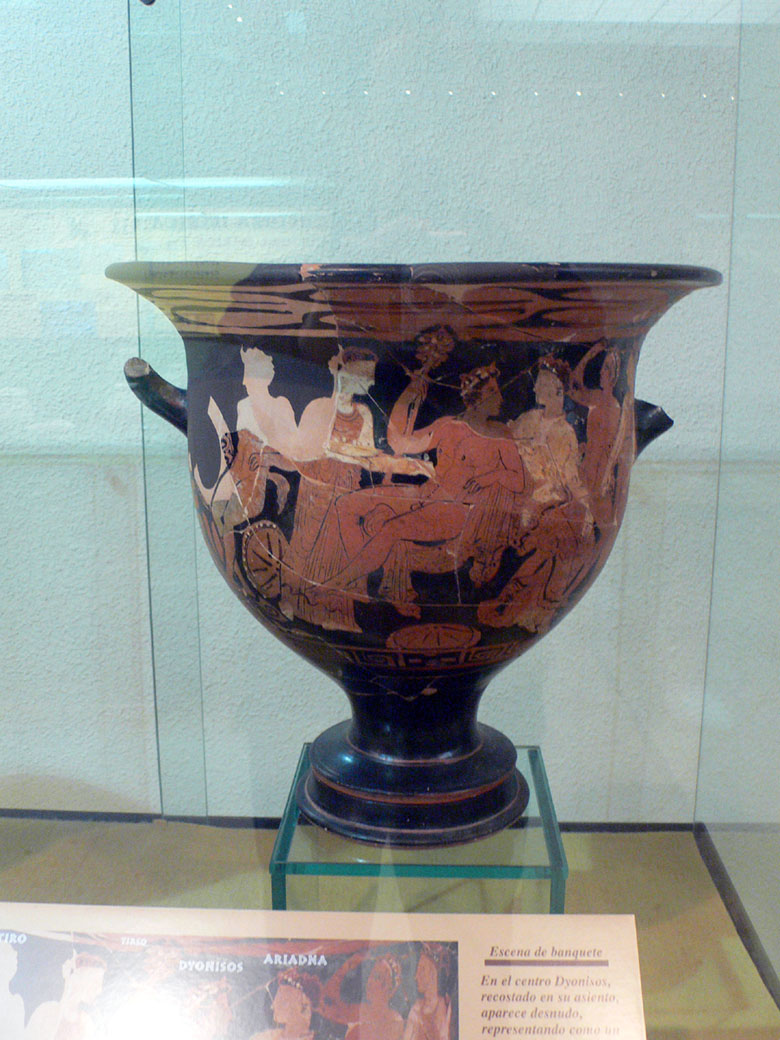
Cratère grec avec scène de banquet dionysiaque du village ibérique de Los Nietos.
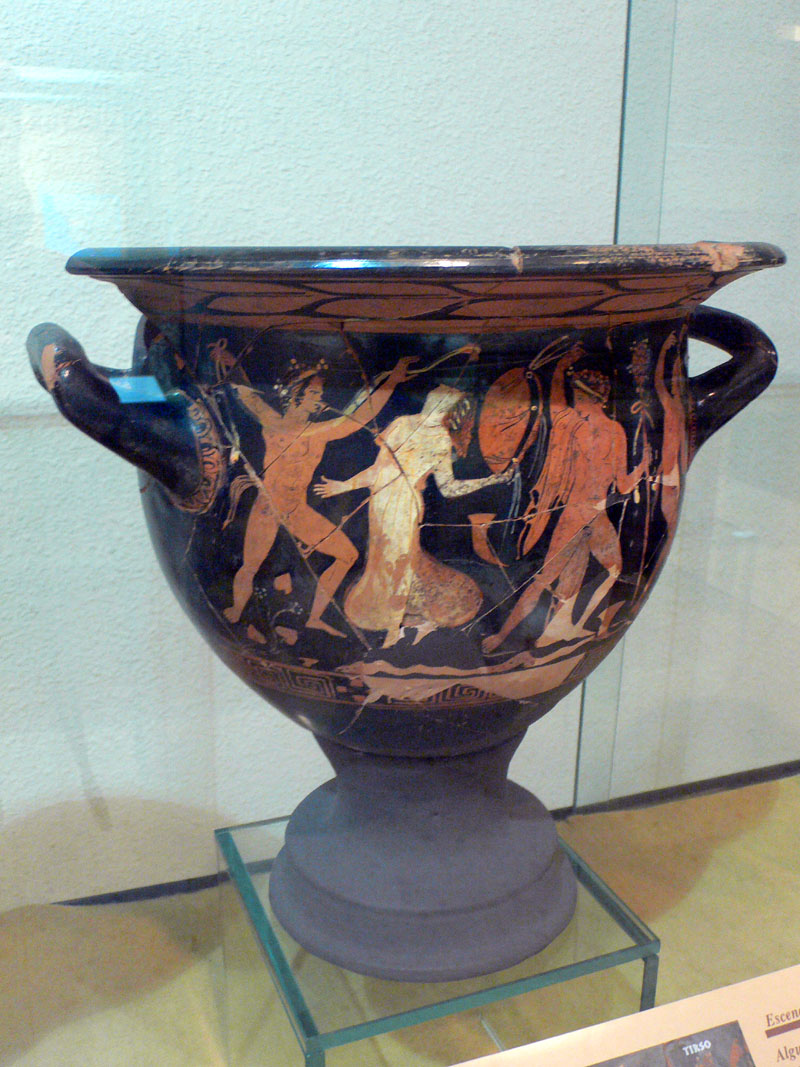
Cratère grec avec scène de banquet dionysiaque du village ibérique de Los Nietos.
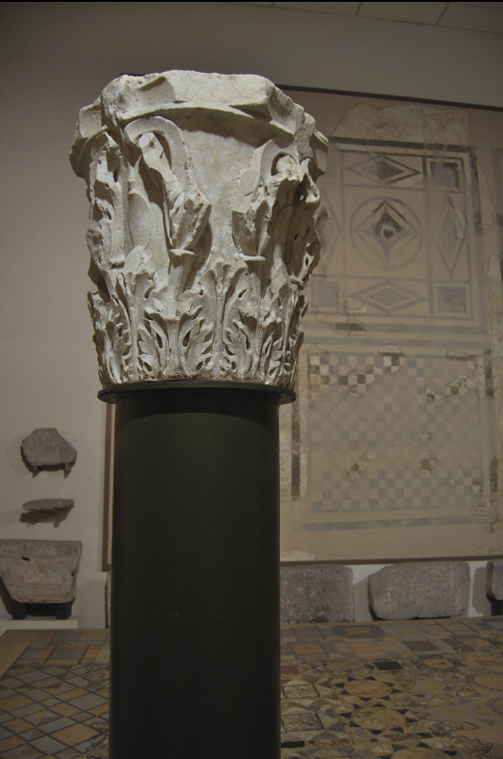
Chapiteau corinthien provenant du théâtre romain.
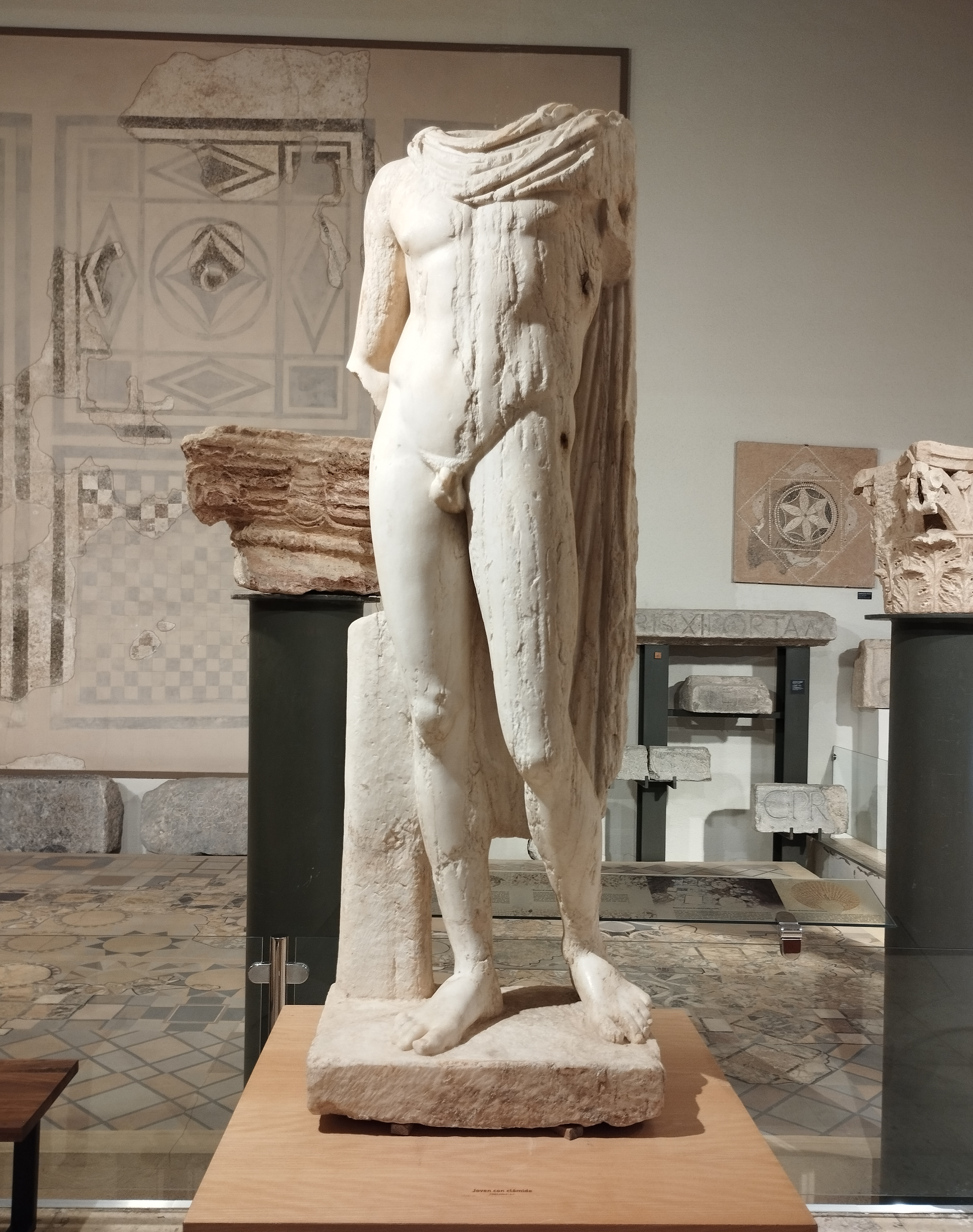
Jeune avec chlamyde issu du forum.
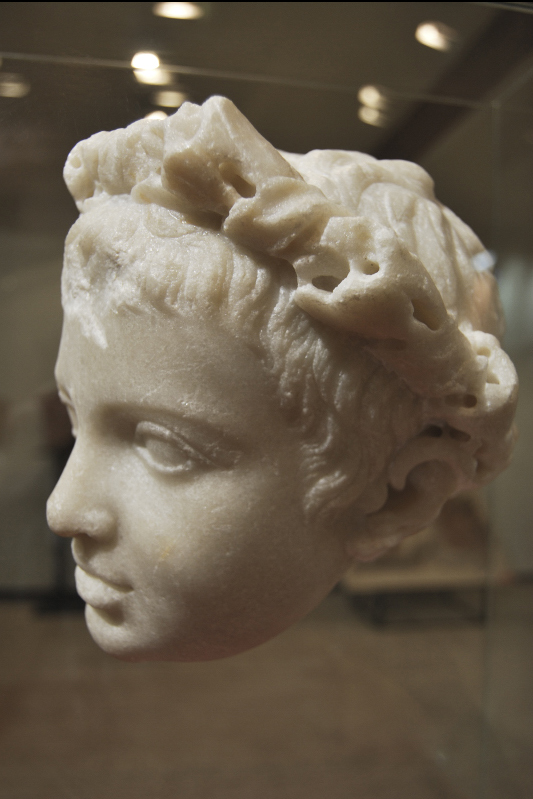
Tête d'enfant, présente sur le forum romain.
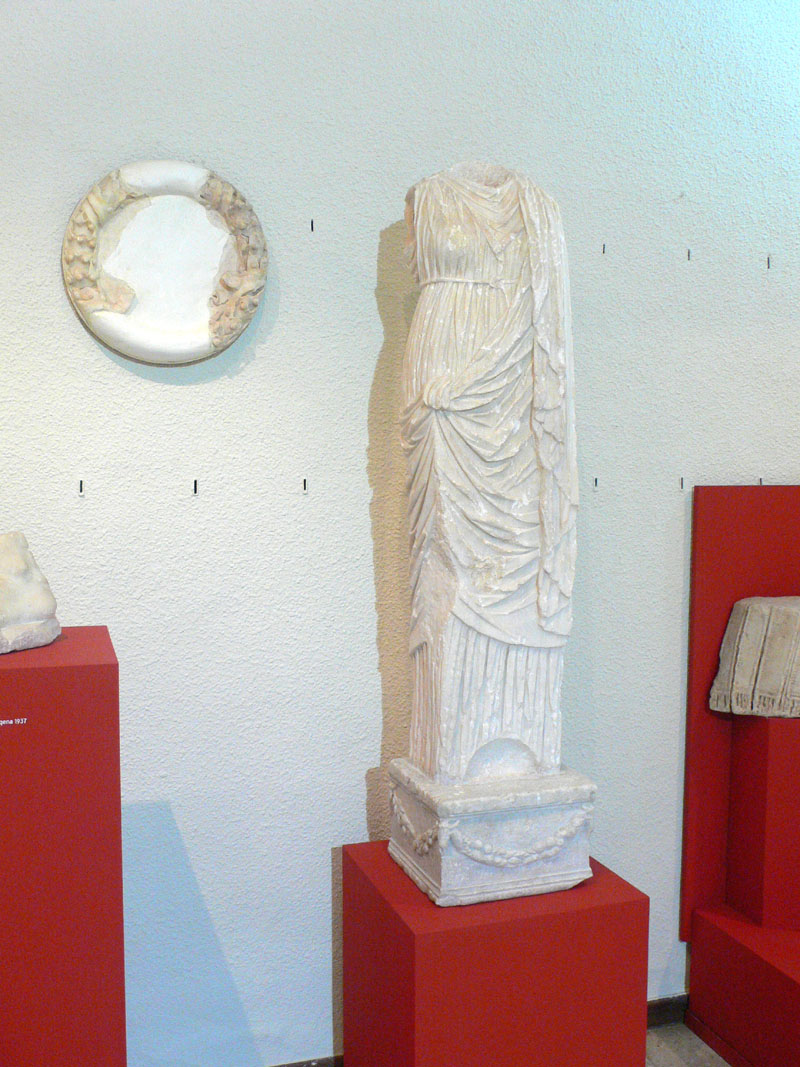
Cariatide du forum romain.
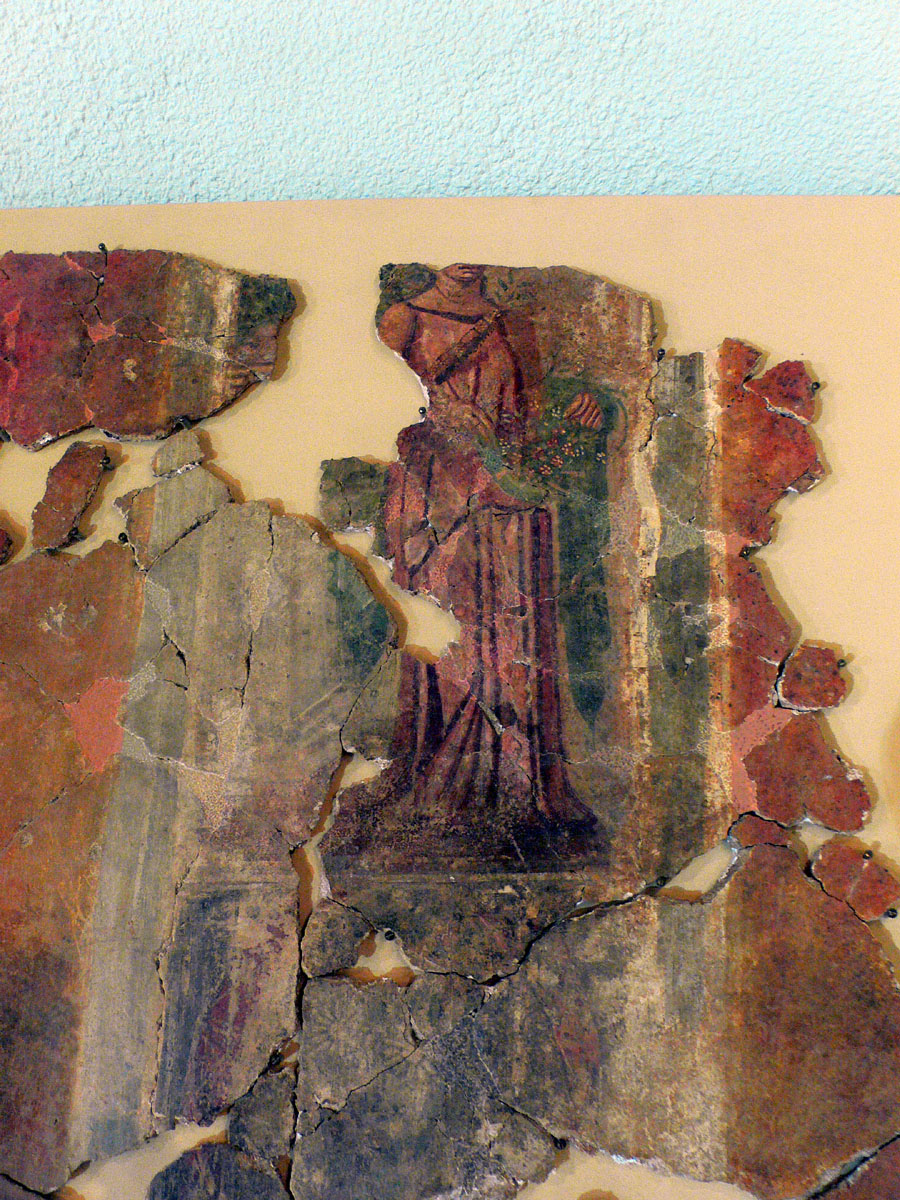
Peinture murale romaine de la Domus de Salvius.
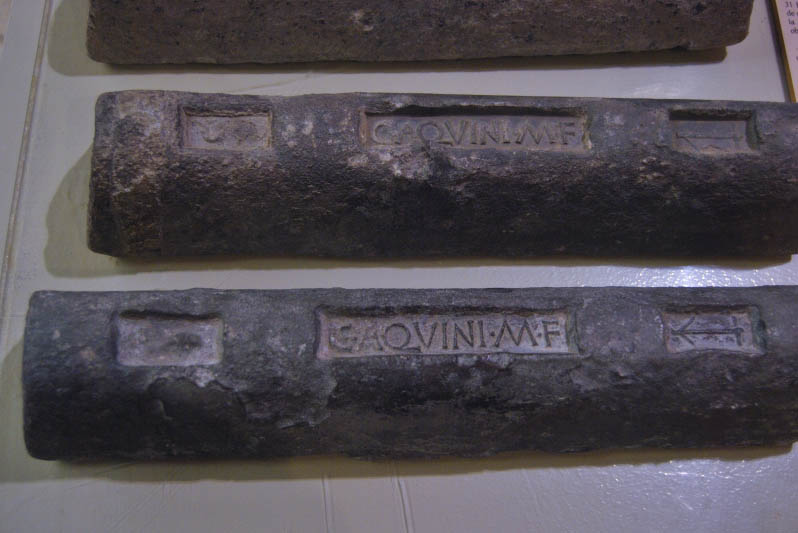
Lingots de plomb provenant des mines de Carthago Nova.
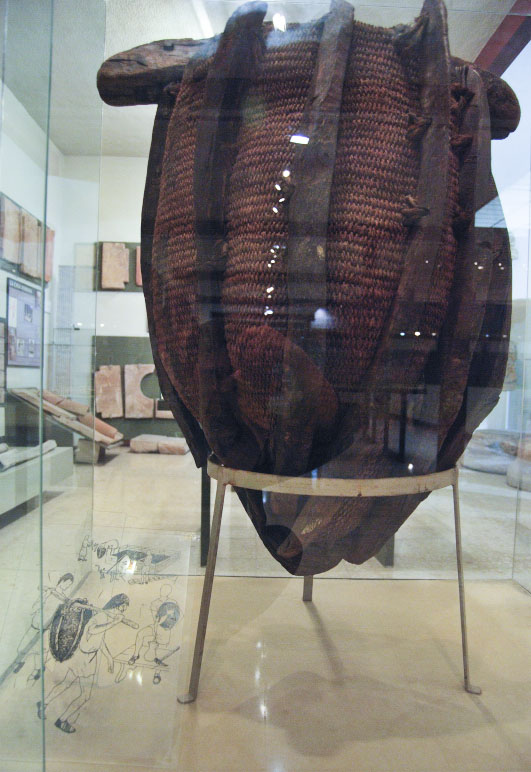
Panier de cordes romaines issu des mines.
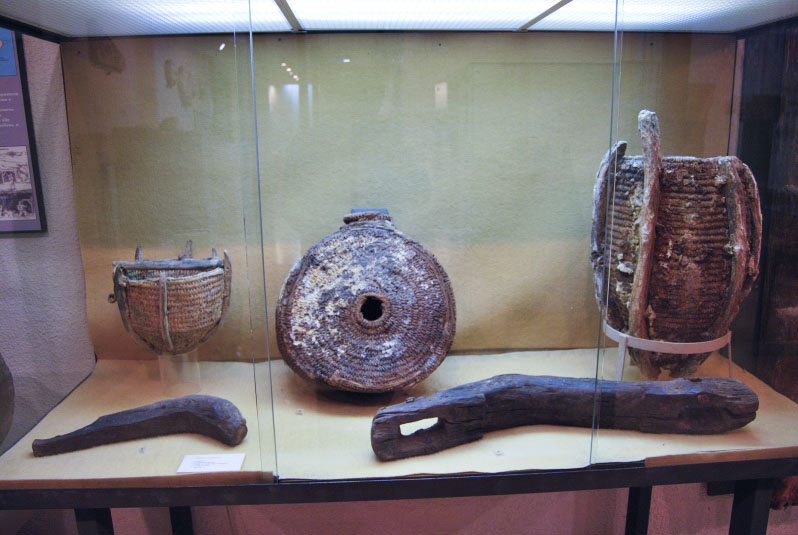
Outils romains pour le travail dans la mine.
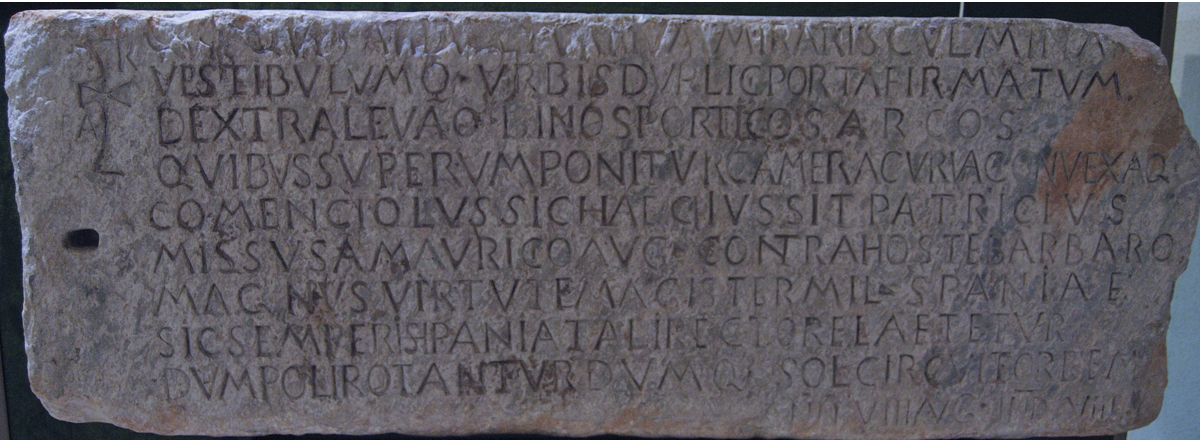
Pierre tombale byzantine de Comenciolo.
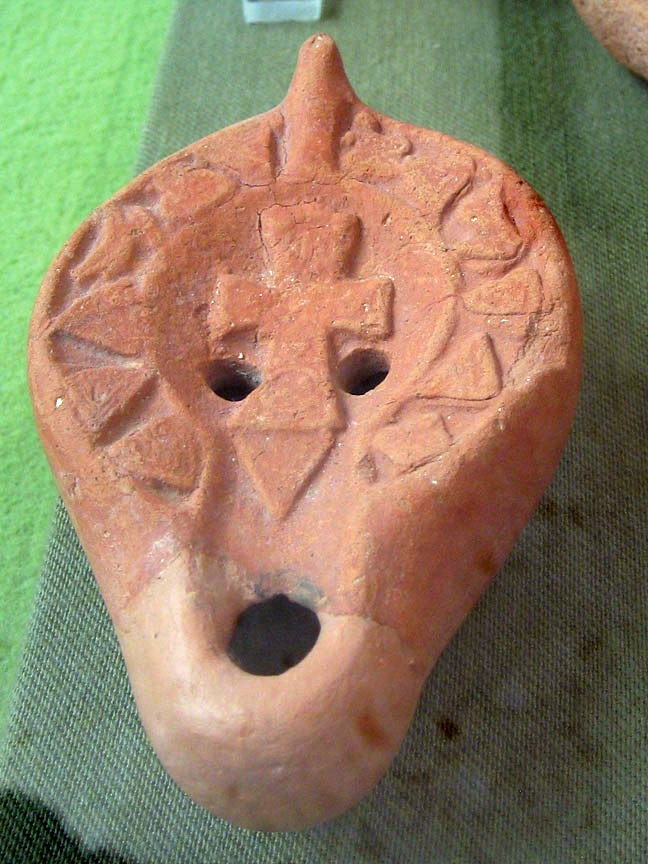
Lucerne byzantine.

## Annexe